# Glotte
Ne doit pas être confondu avec Glot ou Glött.
Ne doit pas être confondu avec la luette.

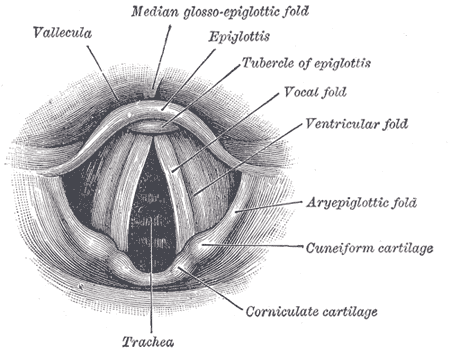
Vue laryngoscopique de la glotte.

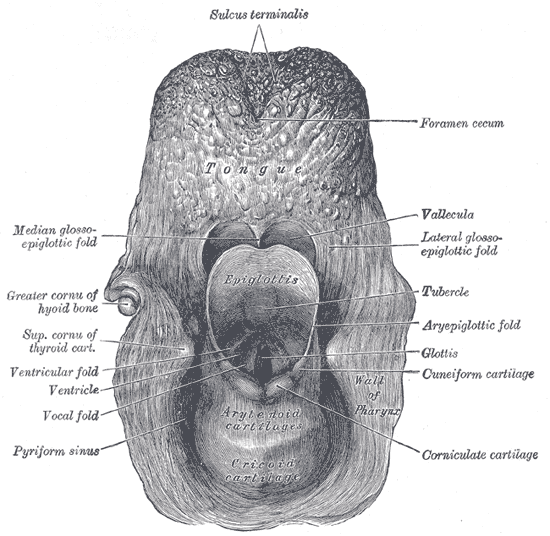
L'entrée du Larynx, vue postérieure.

La glotte est le segment du larynx, en dessous du vestibule et au-dessus de la cavité épiglottique, qui comprend les deux plis vocaux. En phonétique articulatoire, un son produit au niveau de la glotte est dit glottal (comme le coup de glotte), de même qu'un flux d'air créé par une dépression ou une surpression entre la glotte fermée et une partie de la bouche (voir Flux glottal).
La glotte est souvent confondue, dans le langage courant, avec l'uvule (ou luette), celle-ci étant un appendice conique situé au fond de la cavité buccale et proche des tonsilles palatines.
Pendant la respiration, la glotte est largement ouverte grâce à l'écartement des plis vocaux. Cela permet la circulation libre de l'air provenant des poumons.